# Lithophaga
Lithophaga es un género de moluscos bivalvos de la familia Mytilidae.

## Especies
Se reconocen las siguientes especies:
- Lithophaga antillarum
- Lithophaga aristata
- Lithophaga attenuata
- Lithophaga bisulcata
- Lithophaga lithophaga
- Lithophaga nigra
- Lithophaga plumula
- Lithophaga rogersi